# Deinbollia pervillei
Deinbollia pervillei är en kinesträdsväxtart. Deinbollia pervillei ingår i släktet Deinbollia och familjen kinesträdsväxter.

## Underarter
Arten delas in i följande underarter:
- D. p. pervillei
- D. p. suarezensis